# Silke Hörner
Pour les articles homonymes, voir Höerner.
Silke Hörner, née le 12 septembre 1965 à Leipzig, est une nageuse est-allemande, spécialiste des courses de brasse.

## Biographie
Silke Hörner remporte aux championnats d'Europe 1985 une médaille d'argent en 100 mètres brasse et une médaille de bronze en 200 mètres brasse. L'année suivante, la nageuse est-allemande est sacrée championne du monde du 200 mètres brasse et vice-championne du monde de 100 mètres brasse aux Mondiaux de 1986. En 1987, elle est triple championne d'Europe, terminant première des finales de 100 et 200 mètres brasse et de 4 × 100 mètres quatre nages. 
Silke Hörner est double championne aux Jeux olympiques de 1988 se tenant à Séoul. Elle remporte la finale du 200 mètres brasse et fait partie du relais est-allemand remportant la finale du 4 × 100 mètres 4 nages. Elle est aussi médaillée de bronze en 100 mètres brasse.
Il est révélé dans les années 1990 par d'anciens officiels des instances est-allemandes que pratiquement toutes les nageuses de RDA étaient soumises à un programme de dopage systématique,.
Silke Hörner est mariée au céiste Alexander Schuck.